# Tephrosia monophylla
Tephrosia monophylla är en ärtväxtart som beskrevs av Schinz. Tephrosia monophylla ingår i släktet Tephrosia och familjen ärtväxter. Inga underarter finns listade i Catalogue of Life.